# Mathieu Curadeau
Mathieu Curadeau (né le 23 janvier 1985 à Montréal, Québec au Canada) est un joueur professionnel canadien de hockey sur glace.

## Carrière de joueur
Après avoir passé quatre saisons dans la Ligue de hockey junior majeur du Québec, il se joint au Radio X de Québec de la Ligue nord-américaine de hockey. Il dispute ensuite 11 parties avec les Gee-Gees de l'Université d'Ottawa.
En 2007-2008, il signa un contrat avec les Komets de Fort Wayne de la Ligue internationale de hockey avec lesquelles il remporta à deux reprises la Coupe Turner. Au cours de ces deux saisons passées avec les Komets, il fut amené à jouer près d'une vingtaine de parties dans la Ligue américaine de hockey.
En 2009-2010, il signa avec les Wings de Kalamazoo, faisant ainsi ses premiers pas dans l'ECHL.
Après avoir fait un retour d'une saison avec les Komets de Fort Wayne, il signe le 25 août 2011 un contrat avec les Cyclones de Cincinnati. Avant même que la saison débute, il décide cependant de revenir au Canada et le 25 septembre, il signe un contrat avec le Wild de Windsor de la LNAH.
Le 24 juillet 2012, il signe un contrat avec les Riverkings de Cornwall.

## Statistiques
| Saison    | Équipe                            | Ligue |    | Saison régulière | Saison régulière | Saison régulière | Saison régulière | Saison régulière |   | Séries éliminatoires | Séries éliminatoires | Séries éliminatoires | Séries éliminatoires | Séries éliminatoires |
| Saison    | Équipe                            | Ligue | PJ | B                | A                | Pts              | Pun              | PJ               | B | A                    | Pts                  | Pun                  |                      |                      |
| 2002-2003 | Foreurs de Val-d'Or               | LHJMQ | 62 | 4                | 9                | 13               | 71               | 9                | 0 | 1                    | 1                    | 2                    |                      |                      |
| 2003-2004 | Foreurs de Val-d'Or               | LHJMQ | 67 | 14               | 22               | 36               | 69               | 7                | 0 | 1                    | 1                    | 12                   |                      |                      |
| 2004-2005 | Foreurs de Val-d'Or               | LHJMQ | 61 | 11               | 19               | 30               | 86               | -                | - | -                    | -                    | -                    |                      |                      |
| 2005-2006 | Titan d'Acadie-Bathurst           | LHJMQ | 11 | 2                | 1                | 3                | 15               | -                | - | -                    | -                    | -                    |                      |                      |
| 2005-2006 | Olympiques de Gatineau            | LHJMQ | 35 | 6                | 11               | 17               | 53               | 17               | 7 | 2                    | 9                    | 16                   |                      |                      |
| 2006-2007 | Radio X de Québec                 | LNAH  | 4  | 1                | 0                | 1                | 0                | -                | - | -                    | -                    | -                    |                      |                      |
| 2006-2007 | Gee-Gees de l'Université d'Ottawa | SIC   | 11 | 3                | 8                | 11               | 10               |                  |   |                      |                      |                      |                      |                      |
| 2007-2008 | Komets de Fort Wayne              | LIH   | 70 | 34               | 25               | 59               | 51               | 13               | 4 | 3                    | 7                    | 25                   |                      |                      |
| 2007-2008 | Sharks de Worcester               | LAH   | 1  | 0                | 0                | 0                | 0                | -                | - | -                    | -                    | -                    |                      |                      |
| 2008-2009 | Komets de Fort Wayne              | LIH   | 52 | 34               | 31               | 65               | 71               | 11               | 6 | 5                    | 11                   | 4                    |                      |                      |
| 2008-2009 | Admirals de Norfolk               | LAH   | 18 | 2                | 1                | 3                | 21               | -                | - | -                    | -                    | -                    |                      |                      |
| 2009-2010 | Wings de Kalamazoo                | ECHL  | 51 | 23               | 24               | 47               | 68               | 5                | 3 | 4                    | 7                    | 12                   |                      |                      |
| 2009-2010 | Sharks de Worcester               | LAH   | 3  | 1                | 0                | 1                | 2                | -                | - | -                    | -                    | -                    |                      |                      |
| 2009-2010 | Bulldogs de Hamilton              | LAH   | 3  | 0                | 1                | 1                | 0                | -                | - | -                    | -                    | -                    |                      |                      |
| 2010-2011 | Komets de Fort Wayne              | LCH   | 62 | 14               | 19               | 33               | 74               | 8                | 6 | 4                    | 10                   | 6                    |                      |                      |
| 2011-2012 | Wild de Windsor                   | LNAH  | 39 | 17               | 27               | 44               | 16               | 12               | 2 | 4                    | 6                    | 6                    |                      |                      |
| 2012-2013 | Riverkings de Cornwall            | LNAH  | 38 | 13               | 22               | 35               | 27               | 9                | 4 | 6                    | 10                   | 10                   |                      |                      |

## Trophées et honneurs personnels
- 2008 et 2009 : champion de la Coupe Turner de la Ligue internationale de hockey avec les Komets de Fort Wayne